# Обухов Сергій Іванович
Обухов Сергій Іванович (нар. 7 вересня 1957) — бригадир гірників очисного забою відокремленого підрозділу «Шахта імені XIX з'їзду КПРС» державного підприємства «Луганськвугілля», Герой України.

## Нагороди
- Звання Герой України з врученням ордена Держави (22 серпня 2013) — за визначний особистий внесок у зміцнення енергетичного потенціалу держави, багаторічну самовіддану шахтарську працю та високу професійну майстерність.[1]
- Знак «Шахтарська слава» 3-х ступенів